# Julius Klinkhardt

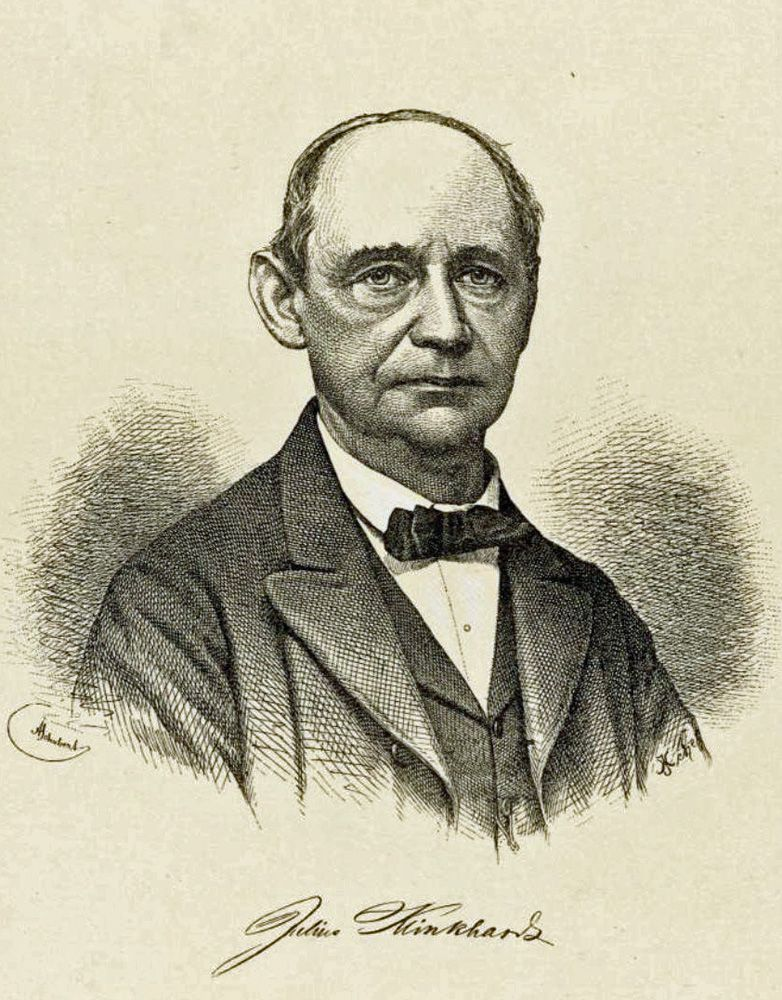
Julius Klinkhardt

Friedrich Julius Klinkhardt (* 24. Juli 1810 in Leipzig; † 26. April 1881 ebenda) war ein deutscher Buchhändler und Verleger, der 1834 in Leipzig den Verlag Julius Klinkhardt gründete.

## Leben
Julius Klinkhardt war der Sohn des Schuhmachermeisters Friedrich August Klinkhardt (1774–1850) und seiner Ehefrau Erdmuthe, geborene Menge (1777–1850). Nach seiner Lehrzeit als Buchhändler gründete er ein Sortimentsgeschäft. Bereits als 24-Jähriger eröffnete er 1834 durch die Übernahme der J. Sührings Verlags-Expedition ein eigenes Verlagsgeschäft unter seinem Namen.

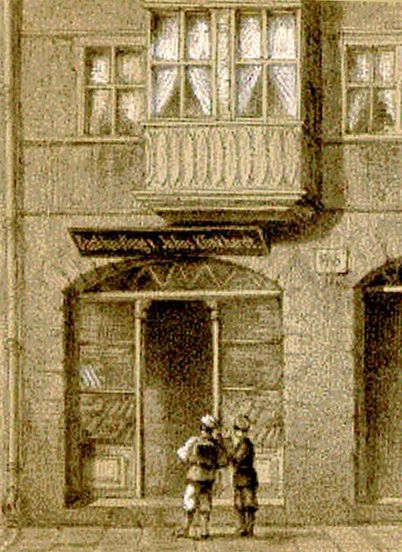
Das erste Ladengeschäft in der Nikolaistraße
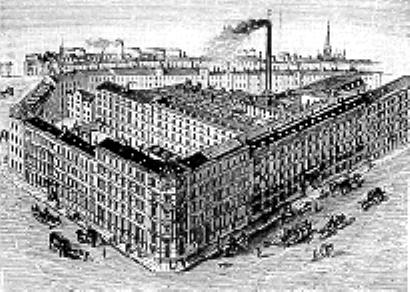
Der Hauptsitz des Verlags um 1880

Während der übernommene Betrieb sich verschiedenen Arbeitsgebieten gewidmet hatte, konzentrierte sich Klinkhardt bald auf die Pädagogik und trat mit Pädagogen wie August Berthelt, Louis Thomas und Friedrich Dittes in Verbindung. Es entstanden Bücher für die Volksschule und später auch Unterrichtswerke für das mittlere und höhere Schulwesen. Ab 1848 erschien die vierbändige Lese- und Schreibfibel „Lebensbilder“, die eine besondere Verbreitung erfuhr. 1849 gründete Klinkhardt zusammen mit Berthelt die „Allgemeine deutsche Lehrerzeitung“, zu der sich 1858 die „Sächsische Schulzeitung“ gesellte. Eine besondere Zierde des Verlages wurde ab 1876 die „Schule der Pädagogik“ von Friedrich Dittes.
Julius Klinkhardt vergrößerte neben dem Titelangebot seines Verlages auch dessen technische Ausstattung. 1861 übernahm er die 
Buch- und Notendruckerei „Umlauf & Lüder“ und machte sie zu einem graphischen Großbetrieb mit 220 Beschäftigten. 1869 wurde eine Buchbinderei angegliedert, und eine Lithographische Anstalt (ehemals J. G. Bach) sowie eine Schriftgießerei kamen hinzu. Die Festschrift zur Feier des 50-jährigen Jubiläums der Firma 1884, die Julius Klinkhardt nicht mehr erlebte, enthält eine Personalliste, die insgesamt 506 Namen aufweist.

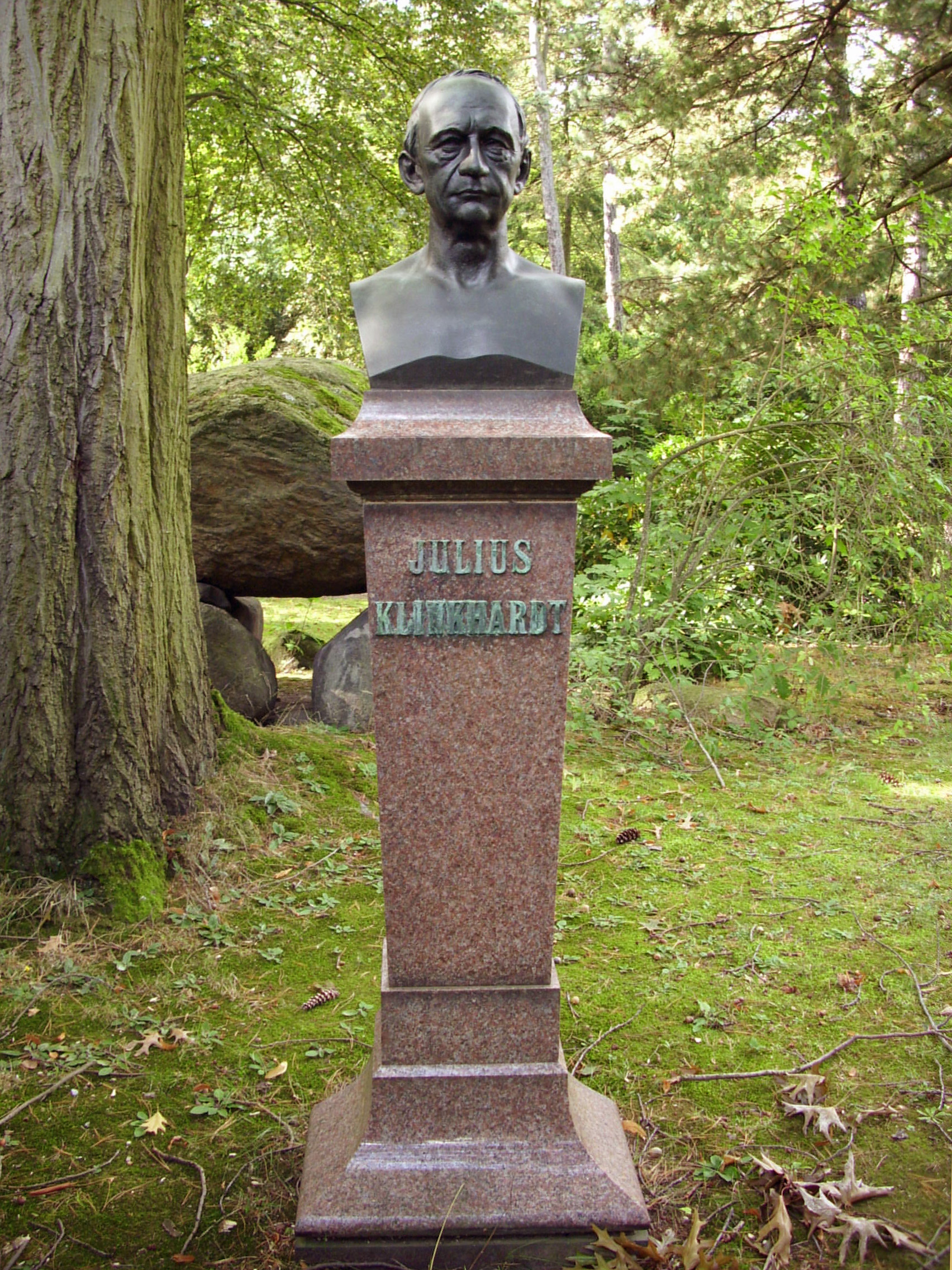
Julius Klinkhardts Grabstele auf dem Leipziger Südfriedhof

Julius Klinkhardt heiratete 1839 Julia Schreiber (1818–1869). Aus der Ehe gingen sieben Söhne und zwei Töchter hervor. Die beiden Söhne Robert Julius (1841–1908) und Bruno (1843–1897) stiegen in die Firma ein, wurden 1870 Teilhaber und übernahmen sie nach dem Tod des Gründers.
Julius Klinkhardt wurde im Klinkhardtschen Erbbegräbnis in der I. Abteilung (Nr. 33) des Neuen Johannisfriedhofs in Leipzig beerdigt. Als dieser Friedhof in den 1970er Jahren aufgelassen und zerstört wurde, konnte eine 1882 von Werner Stein geschaffene Grabstele Julius Klinkhardts auf den Südfriedhof umgesetzt werden. 1995 wurde sie restauriert.

## Nachleben
Julius Klinkhardts Söhne Robert Julius und Bruno erweiterten den Verlag durch Zukäufe von Verlagshäusern in Berlin und Wien und durch bauliche Vergrößerung in Leipzig. Unter Enkel Wilhelm Julius (1871–1935) kam zu den Erziehungswissenschaften die Betriebswirtschaftslehre als Arbeitsgebiet des Verlags hinzu.
Bei der Bombardierung Leipzigs am 4. Dezember 1943 wurde das Stammhaus zerstört. Urenkel Walther Klinkhardt (1899–1968) übersiedelte nach dem Zweiten Weltkrieg nach Bad Heilbrunn in Bayern und begann hier 1948 mit einer Versandbuchhandlung, der 1950 wieder der Verlag unter dem angestammten Namen folgte. Der Verlag Julius Klinkhardt wird inzwischen in der sechsten Generation geführt.